# Thaddäus Anton Dereser
Thaddäus Anton Dereser (né le 3 février 1757 à Fahr, mort le 16 juin 1827 à Breslau) est un théologien catholique allemand.

## Biographie
Dereser entre dans l'Ordre du Carmel en 1776 et étudie la philosophie et la théologie à Wurtzbourg et à Heidelberg. Il est ordonné prêtre à Mayence en 1780. En 1783, il est professeur d'herméneutique grecque et néo-testamentaire à l'académie (université en 1786) de Bonn. En 1791, Dereser devient professeur de théologie exégétique à Strasbourg. Pendant la Révolution française, il refuse le serment à la Constitution et est condamné à mort ; il est libéré après la chute de Robespierre.
En 1799, il devient professeur de langues orientales, d'exégèse et de théologie pastorale à Heidelberg, puis professeur d'exégèse biblique et de langues orientales à Fribourg et en 1810 à Karlsruhe. De 1811 à 1814, il est régent du séminaire épiscopal de Lucerne. En 1815, il devient professeur de dogmatique à Breslau et capitulaire de la cathédrale.
Dereser est un représentant catholique des Lumières et rationalise la Bible. Il traduit l'Ancien Testament à partir de l'hébreu, complétant ainsi Dominikus von Brentano (de), qui traduit le Nouveau Testament et le Pentateuque. La traduction de la Bible par Brentano et Dereser paraît de 1828 à 1837 dans une version révisée par Johann Martin Augustin Scholz (de).